# 400 Degreez
400 Degreez (400 Grados en español) es el tercer álbum de estudio del rapero estadounidense Juvenile, lanzado en noviembre de 1998 por Cash Money. 
El álbum sigue siendo el más vendido en la carrera del músico y el más vendido de la disquera Cash Money. Por sus exitosas ventas el álbum fue certificado con 4 discos de platino por la RIAA, el 19 de diciembre de 1999.
En el 2020 álbum fue incluido en la lista de los 500 mejores álbumes de todos los tiempos de la revista Rolling Stone, ocupando el puesto 470.